# Bombasin

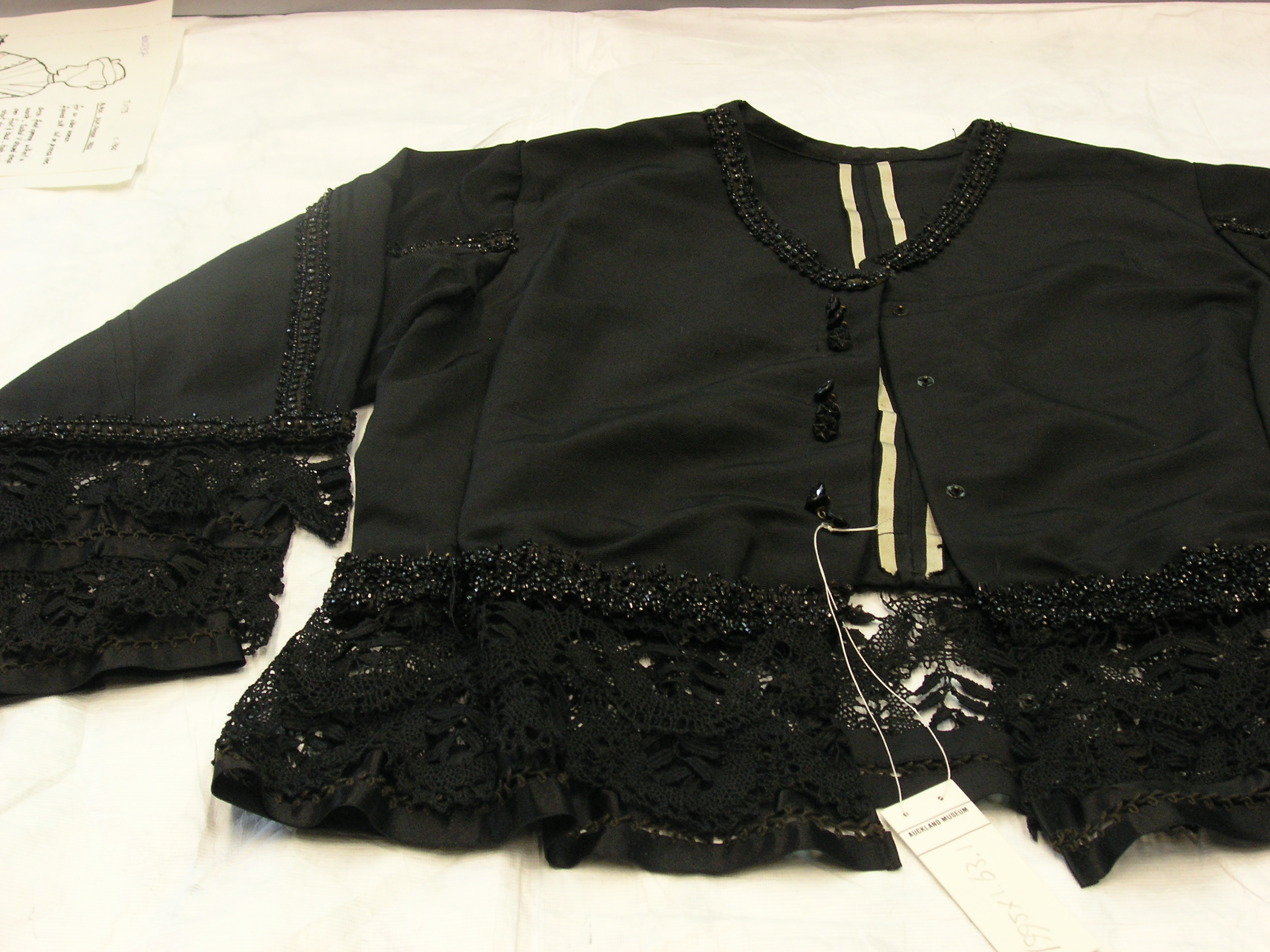
Svart bombasin med spetskanter och pärlor.

Bombasin eller bombasäng, är tyger som använts till kvinnokläder, särskilt i svart till högtids- och sorgkläder, ofta till foder och som möbeltyg.
Bombasin var från början ofta ett kyprat siden, men har senare förekommit även i silke med inslag av ylle eller bomull, även i hel- eller halvylle.